# Шаклеї
Шакле́ї (рос. Шаклеи) — присілок у складі Селтинського району Удмуртії, Росія.

## Населення
Населення — 38 осіб (2010; 54 в 2002).
Національний склад станом на 2002 рік:
- росіяни — 65 %
- удмурти — 35 %

## Відомі особистості
В поселенні народився:
- Шаклеїн Євгеній Васильович (* 1921) — удмуртський педагог.

## Урбаноніми[3]
- вулиці — Шаклеїнська